# Otiophora parviflora
Otiophora parviflora är en måreväxtart som beskrevs av Bernard Verdcourt. Otiophora parviflora ingår i släktet Otiophora och familjen måreväxter. Inga underarter finns listade i Catalogue of Life.